# Ferran Guallar i Caballé
Ferran Guallar (Barcelona, 1968) és un economista, escriptor i activista de la conservació de la natura que va fundar i dirigir durant deu anys l'Institut Jane Goodall Espanya.

## Biografia
Ferran Guallar, que es va formar com a economista, va deixar la seva professió per treballar com a guia de viatges i en tasques diverses a l'Àfrica. Durant uns anys va treballar amb Jane Goodall.
Va fundar i presidir durant deu anys l'Institut Jane Goodall a Espanya (IJGE), Europa, i l'Àfrica Occidental al Senegal. Sota la seva direcció, l'IJGE va ser pioner en l'establiment de l'Estació Biològica Fouta Jallon a la Reserva Natural Comunitària de Dindefelo al sud-est del Senegal. Aquesta estació es presenta com el primer centre dedicat a la recerca aplicada i la conservació de la subespècie occidental del ximpanzé (Pan troglodytes verus), marcant una fita significativa en els esforços per protegir aquesta subespècie en perill. Guallar va establir dues àrees de protecció de ximpanzés a l'Àfrica: la Reserva Comunitària de Dindefelo i la Reserva de Goumbambere. El projecte va comptar amb el suport del Parc Zoològic de Barcelona.
Guallar no va limitar-se als projectes relacionats amb la conservació del ximpanzé. Va participar en un estudi que va documentar la presència de l'espècie vulnerable Genetta johnstoni a la Reserva Natural de Dindefelo (Senegal). Aquesta descoberta suggereix que l'espècie pot habitar en determinats mosaics de boscos i sabanes. Va participar en un projecte que va provar que l'ús sostenible dels recursos naturals per les poblacions locals al Senegal és beneficiosa per a la biodiversitat i per al desenvolupament econòmic alhora que contribueix al benestar humà

## Obra literària
Inspirat en la seva experiència de treball per a la conservació del ximpanzé, Guallar va escriure La part salvatge, obra de ficció publicada en català per l'Editorial Empúries i en castellà per l'Editorial Navona. El protagonista és un antropòleg que investiga l'evolució dels primats en una reserva natural a l'Àfrica central; un personatge destacat de la novel·la és Seejo, un ximpanzé que després d'haver estat el mascle alfa del seu grup durant una dècada s'enfronta a un aspirant a ocupar aquest càrrec. La novel·la ha estat definida com «una combinació densa però harmònica de trames i personatges» i «un gran retrat psicològic». Ferran Guallar és també professor d'escriptura narrativa.